# Djavan
Джаван Каэтану Виана (порт. Djavan Caetano Viana; род. 27 января 1949, Масейо,Бразилия), более известный как Джаван (порт. Djavan) — бразильский певец и композитор. Джаван сочетает традиционные бразильские ритмы с популярной музыкой из Америки, Европы и Африки. В своем творчестве он соединяет бразильский поп, самбу, шоти, джаз, блюз и различную этническую музыку.

## Биография
Родился 27 января 1949 года в бедной семье в Масейо (столица штата Алагоас, северо-восток Бразилии). В юности Джаван формирует группу «Luz, Som, Dimensão» («Свет, Звук, Размеренность»), игравшую каверы на песни «The Beatles». В 1973 году Джаван переехал в Рио-де-Жанейро, где начал петь в местных ночных клубах. После участия в нескольких фестивалях, он получил известность и в 1976 году записал альбом «A Voz, o Violão e a Arte de Djavan». Альбом включал песню «Flor de Lis», которая стала хитом. Последующие альбомы отмечены влиянием африканской музыки и многими хитами, такими как «Açaí», «Sina» и «Samurai», в которой Стиви Уандер играл на губной гармошке. Наиболее известные композиции Джавана: «Flor de lis», "Meu Bem Querer, " "Oceano, " «Se…,» "Faltando um Pedaço, " "Esquinas, " "Te devoro, " и «Serrado».
Джаван записывал песни со Стиви Уандером, Элом Джерро, Кармен Макрей, The Manhattan Transfer, Аароном Голдберг, Лореданой Берте, Элиан Элиас, Ли Ритенауром, Галь Костой, Дори Каимми и Наной Каимми (сыном и дочерью Доривала Каимми), Ленином, Жоао Боско, Шику Буарки, Даниелой Меркури, Неей Матогроссо, Домингинесом, Каэтану Велозу, Марией Бетенией и другими музыкантами.
В 1998 году композиция Джавана «Dukeles» была включена в музыкальный сборник «Onda Sonora: Red Hot + Lisbon». Он также принял участие в записи альбома Somos Todos Iguais бразильского квартета Quarteto em Cy.
В 1999 году его концертный двойной альбом, «Ao Vivo», был продан в количестве 1,2 миллиона копий, а песня «Acelerou» стала Бразильской «Песня года» в 2000 году на Латинской премии Грэмми.

## Дискография
- 1976 A Voz, O Violão, A Música de Djavan, Som Livre LP, CD
- 1978 Djavan, EMI/Odeon LP, CD
- 1980 Alumbramento, EMI/Odeon LP, CD
- 1981 Seduzir, EMI/Odeon LP, CD
- 1982 Luz, Sony Music LP, CD
- 1983 Para Viver Um Grande Amor, (film soundtrack), CBS, LP
- 1984 Lilás, CBS, LP, CD
- 1986 Meu Lado, CBS LP, CD
- 1986 Brazilian Knights and a Lady (with Ivan Lins and Patti Austin), VHS
- 1987 Não é Azul Mas é Mar, CBS, LP, CD
- 1987 Bird of Paradise, Columbia, CD
- 1989 Djavan Puzzle of Hearts, CBS CD
- 1992 Coisa de Acender, Sony Music, CD
- 1994 Esquinas, Sony Music, CD
- 1995 Novena, Sony Music, CD
- 1996 Malásia, Sony Music, CD
- 1998 Bicho Solto O XIII, Sony Music, CD
- 1999 Ao Vivo (2-volume live concert set), Epic/Sony Music, CD, DVD
- 2001 Milagreiro, Epic/Sony Music, CD
- 2004 Vaidade, Luanda Records, CD
- 2005 Na Pista, Etc., Luanda Records, CD
- 2007 Matizes, Luanda Records, CD
- 2010 Ária, Luanda Records, CD
- 2011 Ária ao Vivo, Luanda Records, CD, DVD
- 2012 Rua dos Amores, Luanda Records, CD
- 2014 Rua dos Amores ao Vivo, Luanda Records, CD, DVD
- 2015 Vidas pra Contar, CD